# Valdemar Poulsen

Valdemar Poulsen (1869–1942)

Valdemar Poulsen (* 23. November 1869 in Kopenhagen; † 23. Juli 1942 in Gentofte nahe Kopenhagen) war ein dänischer Physiker, Erfinder und Ingenieur. Ihm gelang im ersten Jahrzehnt des 20. Jahrhunderts, mit seinem Lichtbogensender, ebenso wie R. A. Fessenden mit einem Maschinensender, die weltweit erste drahtlose Übertragung von Tönen, was von beiden eine Pionierleistung sowohl für die Funktechnik als auch für die Entwicklung des Hörfunks war.

## Leben
Valdemar Poulsen wurde als Sohn des Jonas Nicolai Johannes Poulsen (1836–1914), eines Richters am Højesteret und später Leiter des Justizministeriums aus dessen erster Ehe mit Rebekka Magdalena geb. Brandt (1848–1873) geboren. In der Schule zeigte er schon früh ein großes Interesse an Physik, Chemie und am Zeichnen. Die Mathematik war jedoch nicht seine große Stärke. Er besuchte die Borgerdydskole in Christianshavn bis 1889 und studierte anschließend Philosophie und Medizin an der Universität Kopenhagen, wobei er lieber die Vorlesungen von Julius Thomsen in Chemie besuchte und keinen akademischen Abschluss erlangte. An der Polyteknisk Læreanstalt scheiterte er bei der Aufnahmeprüfung in Mathematik. Daraufhin arbeitete er bei der Maskinfabrikken Frich's Efterfølgere in Århus, bis er im Jahr 1893 eine Anstellung als Versuchsingenieur bei der Kopenhagener Telefon-Gesellschaft (KTAS) in Kopenhagen erhielt. In dieser Zeit entwickelte er ein besonderes Interesse an der Aufzeichnung von Schallwellen, das er später damit erklärte, er sei damit unzufrieden gewesen, dass ein Anrufer keine Nachricht hinterlassen konnte, wenn der Angerufene nicht zu erreichen war.

### Das Telegraphon

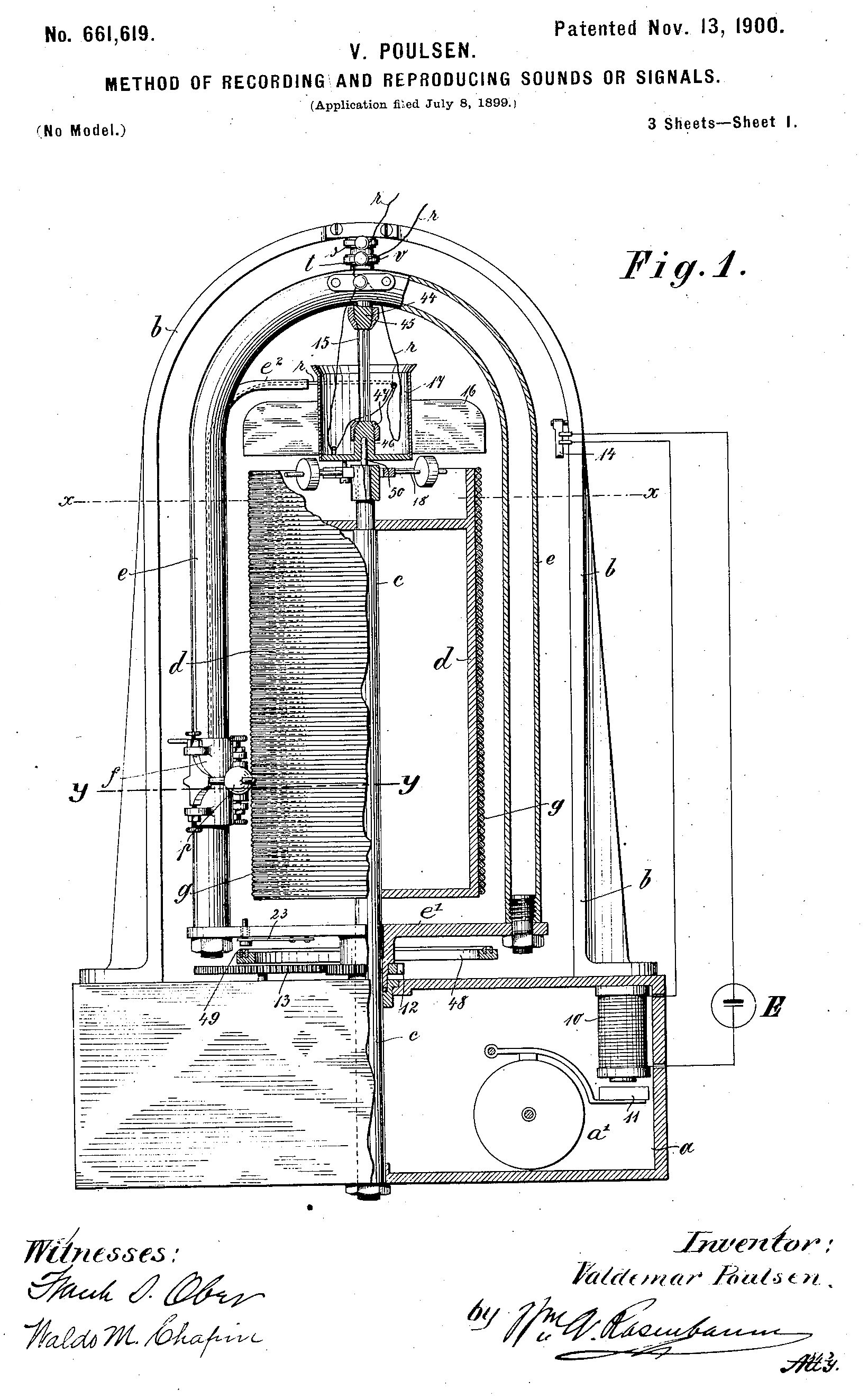
Zeichnung des Magnettongeräts für das US-Patent 661,619

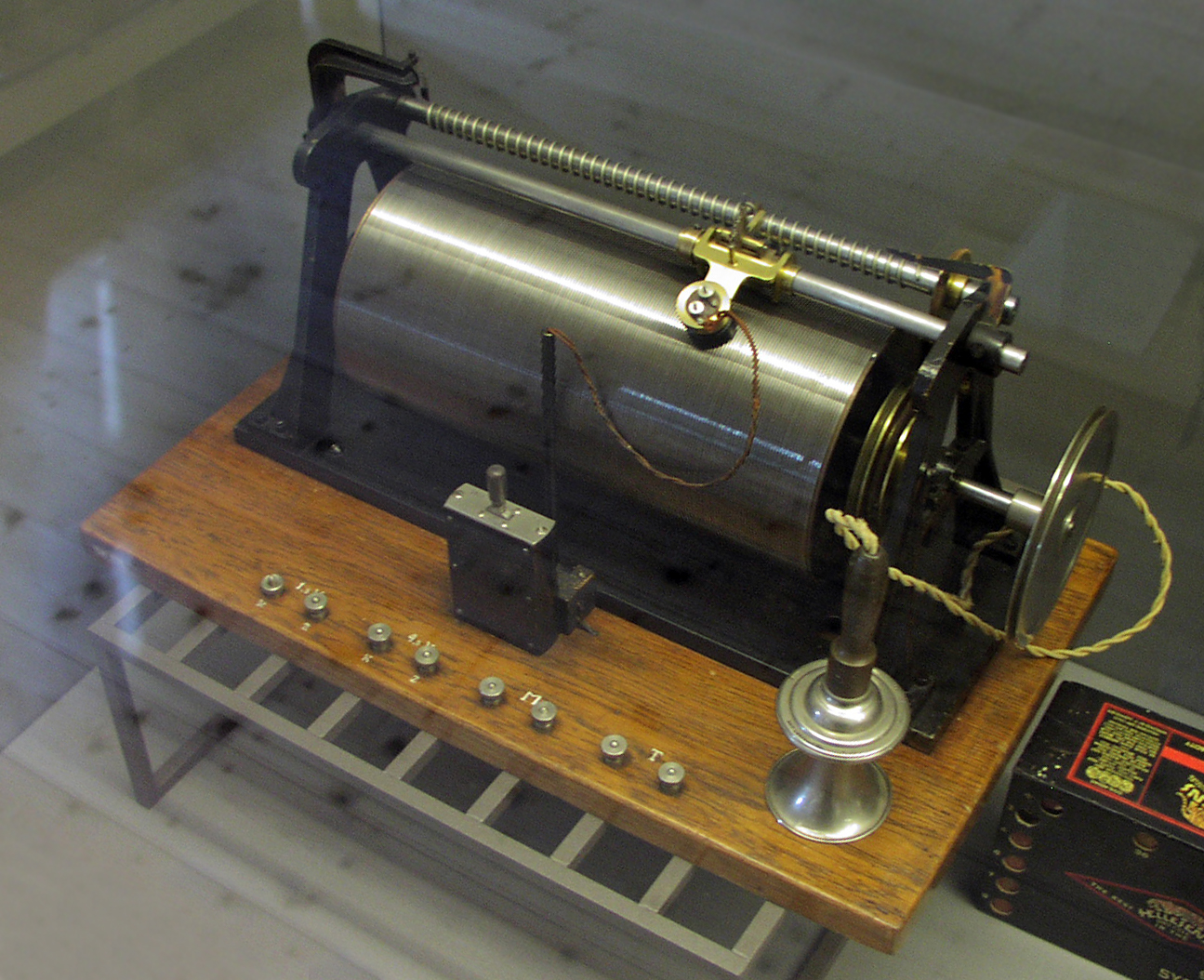
Telegraphon um 1898 (im Brede works Industriemuseum, Lingby)

Bis Ende November 1898 konstruierte Poulsen das weltweit erste funktionsfähige Gerät zur Aufzeichnung und Wiedergabe von Schallwellen über Elektromagnetische Induktion. Zunächst bezeichnete er seine Erfindung als Telephonograph. Dieser Kunstbegriff aus Telefon und Phonograph wurde aber schon durch den französischen Ingenieur Jules Ernest Othon Kumberg beansprucht. Daher verwendete Poulsen schließlich den Namen Telegraphon. Am 1. Dezember beantragte er in Dänemark und danach auch im Deutschen Reich und in zahlreichen weiteren Staaten ein Patent. Nachdem er das deutsche Patent am 10. Dezember 1898 erhalten hatte, aber noch vor der Entscheidung des Patentamts in Dänemark, hatte er schon seine Anstellung gekündigt und mit Unterstützung von Investoren die Aktieselskabet Telegrafonen Patent Poulsen gegründet. Unter den anschließend für seine Firma engagierten Ingenieuren befand sich auch Peder Oluf Pedersen, der spätere Rektor der Polyteknisk Læreanstalt, mit dem gemeinsam er bald weitere Patente auf Verbesserungen seiner Erfindung erhielt. Der Aufsichtsrat seiner jungen Aktiengesellschaft unter Vorsitz von Lemvig Fog war der Ansicht, man brauchte noch einen starken Partner, um das Telegraphon erfolgreich auf den Markt zu bringen. Daher einigte sich Poulsen mit Mix & Genest, einem deutschen Hersteller von Telefonen, den er als Lieferanten seines ehemaligen Arbeitgebers KTAS schon kannte. Die Mehrheit seiner neuen Angestellten wechselte noch im Winter 1899 von Kopenhagen nach Berlin ins Forschungslabor von Mix & Genest.
Überlegungen zu einem Magnetaufzeichnungsverfahren hatten zuvor auch schon andere Erfinder angestellt. Der Franzose Paul Janet verfasste 1887 eine Arbeit mit dem Titel Transversale Magnetisierung eines Leiters, in der er zunächst ganz allgemein die Möglichkeit zur Schallaufzeichnung mit einem Draht beschrieb. Oberlin Smith in den Vereinigten Staaten reichte bereits am 4. Oktober 1878 ein patent caveat, eine Art Voranmeldung, beim amerikanischen Patentamt ein und veröffentlichte seine konkreten Vorstellungen zur Umsetzung in einem Leserbrief, der am 29. September 1888 in der Zeitschrift The Electrical World abgedruckt wurde. Statt eines massiven Drahts wollte er einen Baumwoll- oder Seidenfaden mit eingewebten Metallspänen zur Aufzeichnung verwenden, da er fürchtete, in einem Draht würde sich die Magnetisierung unkontrollierbar ausbreiten. Es ist nicht bekannt, ob Smith den Versuch unternahm, zu seiner Idee ein funktionsfähiges Modell zu konstruieren. Als er im Jahr 1900 von Poulsens Telegraphon in der Zeitung erfuhr und beim US-Patentamt nachträglichen Schutz für das von ihm bereits 1878 erfundene Verfahren beanspruchen wollte, kam er zu spät.
Eine überarbeitete Version seines Telegraphon präsentierte Poulsen auf der Pariser Weltausstellung von 1900 im Palais de l’Electricité einer begeisterten Öffentlichkeit und gewann einen Grand Prix, der für die beste Erfindung vergeben wurde. Wilhelm Exner, Direktor des Technologischen Gewerbemuseums in Wien und als Generalkommissär der Österreichischen Abteilung für Paris vor Ort, erwarb sofort ein Exemplar im Namen des Handelsministeriums. Ein Jahr später wurde es mit weiteren österreichischen Erwerbungen für vier Wochen im Kunstsalon Gustav Pisko in Wien ausgestellt und am 12. Oktober 1901 Franz Joseph I., dem Kaiser von Österreich-Ungarn, vorgeführt. Poulsen war rechtzeitig aus Kopenhagen angereist und wurde bei der Präsentation durch zwei Repräsentanten der Firma Siemens & Halske unterstützt, die inzwischen die Produktionsrechte für das Deutsche Reich, Österreich-Ungarn und das Russische Kaiserreich erworben hatte. Die bei der Vorführung entstandene, etwa 24 Sekunden lange Aufnahme der Stimme des Kaisers gilt heute als älteste noch erhaltene Magnettonaufzeichnung.
Poulsen hatte sich schon im August 1900 von Mix & Genest getrennt, die zwar in die Produktion einsteigen, aber keine finanzielle Unterstützung zur Weiterentwicklung seiner Erfindung leisten wollten. Im April 1902 stieg auch der neue Partner Siemens & Halske mit dem Hinweis wieder aus, auf absehbare Zeit sei keine Möglichkeit zu erkennen, die viel zu geringe Lautstärke zu verbessern. Auch die Suche nach Investoren in den Vereinigten Staaten, die Poulsen nach der Weltausstellung begonnen hatte, zog sich mit ergebnislosen Verhandlungen lange hin. Nach einer Einigung im Jahr 1903 gründete er in Maine die American Telegraphone Company und übertrug ihr seine amerikanischen Patentrechte. Die Gesellschaft konnte aber nicht die Mittel für die geplante Errichtung einer Produktionsstätte aufbringen. Im Jahr 1905 überredete der Börsenmakler Charles Funkenhauser die Dänen zu einem Management-Buy-out. Auch in der dänischen Stammfirma lief das Geschäft verhalten. Obwohl ein verbessertes Modell mit einer Laufgeschwindigkeit des Stahldrahts von 2,13 m pro Sekunde bis zu 30 Minuten am Stück aufzeichnen konnte, hielt sich die Nachfrage in Grenzen. Der Versuch, statt auf Stahldraht auf einer der Schallplatte ähnelnden Stahlscheibe mit etwa 13 cm Durchmesser aufzuzeichnen, führte zu einem Gerät, mit dem auf jeder Seite der Scheibe nur etwa zwei Minuten Aufnahme möglich war und das im Vergleich mit alternativen Aufzeichnungsverfahren wie dem Phonograph ein Vielfaches kostete. Deshalb wurden davon auch nur etwa 100 Stück gebaut.

### Der Lichtbogensender

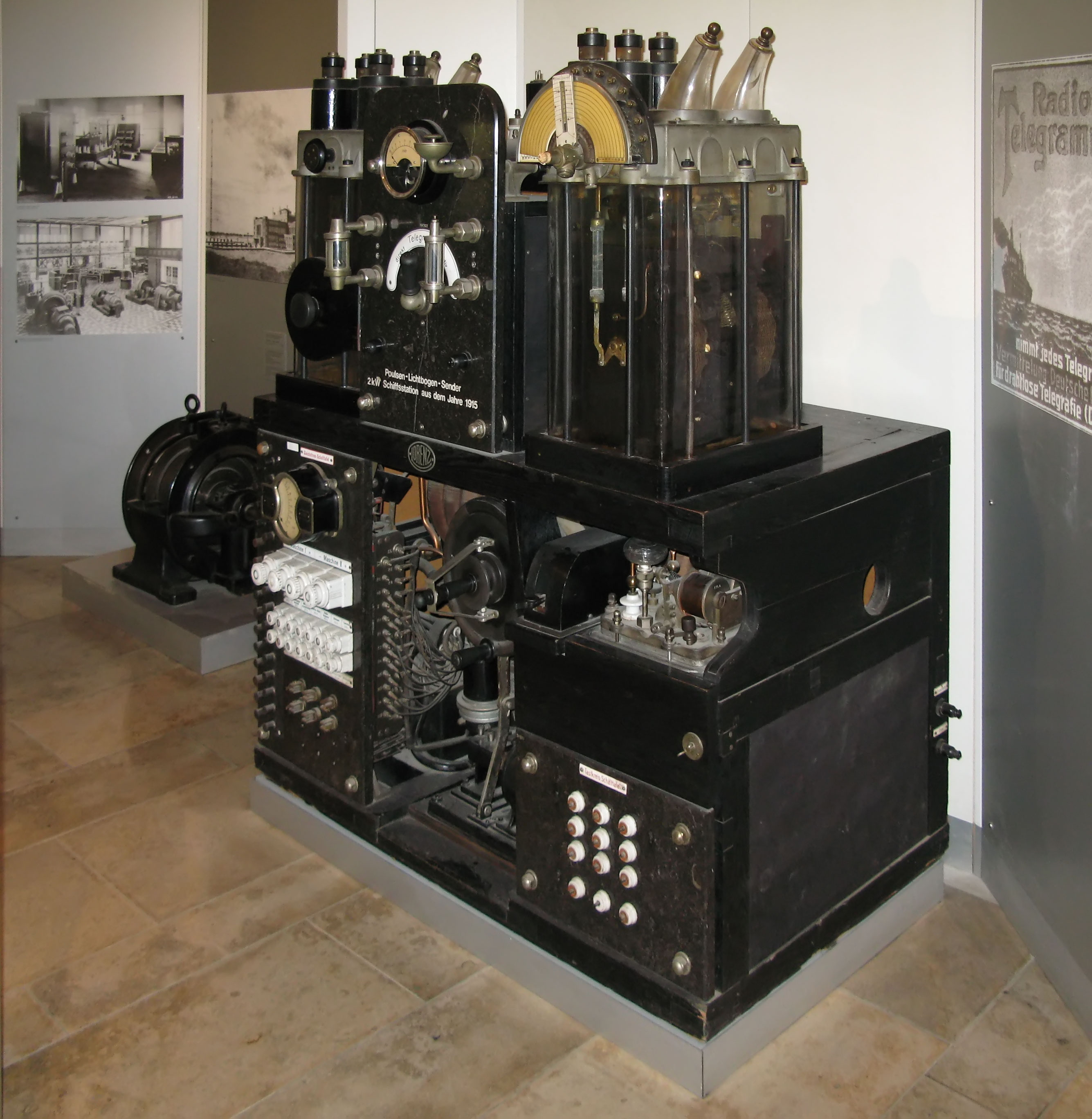
Ein Poulsen-Lichtbogen-Sender

1903 erfand Poulsen den Lichtbogensender zur Erzeugung von ungedämpften Schwingungen. Diese eigneten sich wegen ihrer Frequenz- und Amplitudenkonstanz als Trägerschwingung für die Modulation mit Sprach- bzw. Tonsignalen. 1904 gelang Valdemar Poulsen zum ersten Mal eine Sprechverbindung über Funk. 1906 wurde die ausgereifte Technik veröffentlicht. Sie bildet die Grundlage für die heutige Radio- und Funktechnik. Nach der weltweit ersten erfolgreichen drahtlosen Sprachübertragung schaffte Poulsen 1907 auch die erste Überbrückung des Atlantiks mit Sprachsignalen.

## Familie
Im Jahre 1894 heiratete Poulsen Frederikke Marie Rasmussen (1868–1921); zwei Jahre später wurde sein Sohn, der spätere Geologe Christian Henrik Otto Poulsen (1896–1975), in Frederiksberg geboren. Nachdem seine Frau am 24. Juli 1921 verstorben war, heiratete Poulsen im Jahr 1923 Asta Stoltz Nielsen (1899–1974).

## Leistungen
- Telegraphon zur Tonaufzeichnung
- Ticker für den Empfänger
- Lichtbogensender zur Tonübertragung